# تورو فوکیمبارا
تورو فوکیمبارا (انگلیسی: Toru Fukimbara؛ زادهٔ ۱۸ اکتبر ۱۹۸۲) بازیکن فوتبال اهل ژاپن است که در تیم ملی فوتسال ژاپن نیز بازی کرده‌است.